# Olympische Sommerspiele 1976/Reiten
Bei den XXI. Olympischen Spielen 1976 wurden sechs Wettbewerbe im Reiten ausgetragen.
In Montréal, dem Hauptaustragungsort der Olympischen Sommerspiele 1976, wurden im Pferdesport nur die Mannschaftswettbewerbe im Springreiten ausgetragen. Diese fanden am 1. August 1976 im Olympiastadion Montreal statt.
Die übrigen Reitsportwettbewerbe wurden in Bromont, 70 km östlich von Montreal, ausgetragen. Austragungsort war das Centre équestre olympique, das heute von Roger Deslauriers (Vater von Mario Deslauriers), bewirtschaftet wird. Auch weiterhin finden hier internationale Wettbewerbe in verschiedenen Pferdesportdisziplinen statt.

## Dressur

### Einzel
| Platz | Land | Reiter und Pferd                 | Punkte |
| ----- | ---- | -------------------------------- | ------ |
| 1     | SUI  | Christine Stückelberger „Granat“ | 1486   |
| 2     | FRG  | Harry Boldt auf „Woycek“         | 1435   |
| 3     | FRG  | Reiner Klimke auf „Mehmed“       | 1395   |

29. bis 30. Juli

### Mannschaft
| Platz | Land | Reiter und Pferde                                                                         | Punkte |
| ----- | ---- | ----------------------------------------------------------------------------------------- | ------ |
| 1     | FRG  | Harry Boldt auf „Woycek“ Gabriela Grillo auf „Ultimo“ Reiner Klimke auf „Mehmed“          | 5155   |
| 2     | SUI  | Ulrich Lehmann auf „Widin“ Doris Ramseier auf „Roch“ Christine Stückelberger auf „Granat“ | 4684   |
| 3     | USA  | Hilda Gurney auf „Keen“ Edith Master auf „Dahlwitz“ Dorothy Morkis auf „Monaco“           | 4647   |

29. Juli

## Springreiten

### Einzel
| Platz | Land | Reiter und Pferde                       | Fehlerpunkte |
| ----- | ---- | --------------------------------------- | ------------ |
| 1     | FRG  | Alwin Schockemöhle auf „Warwick Rex“    | 0            |
| 2     | CAN  | Michel Vaillancourt auf „Branch County“ | 12           |
| 3     | BEL  | François Mathy auf „Gai Luron“          | 12           |

27. Juli 

Um den zweiten Platz fand ein Stechen statt: Vaillancourt verzeichnete dabei 4 Fehlerpunkte, Mathy deren 8.

### Mannschaft
| Platz | Land | Reiter und Pferde | Fehlerpunkte |
| ----- | ---- | --- | ------------ |
| 1     | FRA  | Hubert Parot „Rivage“ Michel Roche auf „Un Espoir“ Marc Roguet auf „Belle de Mars“ Jean-Marcel Rozier auf „Bayard de Maupas“   | 40           |
| 2     | FRG  | Alwin Schockemöhle auf „Warwick Rex“ Paul Schockemöhle auf „Agent“ Sönke Sönksen auf „Kwept“ Hans Günter Winkler auf „Trophy“  | 44           |
| 3     | BEL  | Edgar Cüpper auf „Le Champion“ François Mathy auf „Gai Luron“ Eric Wauters auf „Gute Sitte“ Stanny Van Paesschen auf „Porsche“ | 63           |

1. August

## Vielseitigkeit

### Einzel
| Platz | Land | Reiter und Pferd                         | Fehlerpunkte |
| ----- | ---- | ---------------------------------------- | ------------ |
| 1     | USA  | Edmund Coffin auf „Bally-Cor“            | 114,99       |
| 2     | USA  | John Michael Plumb auf „Better & Better“ | 125,85       |
| 3     | FRG  | Karl Schultz auf „Madrigal“              | 129,45       |

23. bis 25. Juli

### Mannschaft
| Platz | Land | Reiter und Pferde | Fehlerpunkte |
| ----- | ---- | --- | ------------ |
| 1     | USA  | Edmund Coffin auf „Bally-Cor“ Bruce Davidson auf „Irish-Cap“ John Michael Plumb auf „Better & Better“ Mary Anne Tauskey auf „Marcus Aurelius“ | 441,00       |
| 2     | FRG  | Otto Ammermann auf „Volturno“ Herbert Blöcker auf „Albrant“ Helmut Rethemeier auf „Pauline“ Karl Schultz auf „Madrigal“                       | 584,60       |
| 3     | AUS  | Mervyn Bennett auf „Regal Reign“ Denis Pigott auf „Hillstead“ Wayne Roycroft auf „Laurenson“ Bill Roycroft auf „Version“                      | 599,54       |

23. bis 25. Juli